# Nirmal Purja
Nirmal Purja (cunoscut ca Nims sau Nimsdai) este un alpinist britanic naturalizat, originar din Nepal, deținător al mai multe recorduri mondiale. Purja a urcat toate cele 14 vârfuri montane de peste 8.000 de metri sau 26.000 de picioare într-un timp record de șase luni și sase zile cu ajutorul oxigenului îmbuteliat. De asemenea, a fost primul care a ajuns pe vârfurile Everest, Lhotse și Makalu într-o perioadă de timp de 48 de ore. În 2021, Purja, împreună cu o echipă de alți nouă alpiniști nepalezi, au finalizat prima ascensiune de iarnă a muntelui K2.